# Петр Дрозда
Петр Дрозда (чеськ. Petr Drozda; нар. 29 березня 1952, Краслиці, ЧССР) — чехословацький каскадер, постановник бойових сцен, борець вільного стилю, бронзовий призер чемпіонату Європи, учасник Олімпійських ігор.

## Життєпис
Петр Дрозда тринадцять разів ставав чемпіоном ЧССР з вільної боротьби. 
Першого значного успіху на міжнародній арені домігся на Чемпіонаті світу у Стамбулі в 1974 році, де посів підсумкове четверте місце. З турніру його вибив український радянський борець Володимир Гулюткін, який на тих змаганнях став чемпіоном.
У 1976 році він був дуже близьким на медалі Олімпійських ігор у Монреалі. Дрозда здобув три перемоги у перших трьох раундах, але у четвертому поступився радянському борцю Івану Яригіну, який на тому турнірі став чемпіоном. У п'ятому раунді йому вистачало тактичної нічиєї з болгарином Дімо Костовим для здобуття бронзової олімпійської медалі або дострокової перемоги для боротьби за золоту олімпійську медаль. Однак чеський спортсмен достроково поступився Костову і посів підсумкове четверте місце.
З 1977 року він перейшов до вищої суперважкої ваги понад 100 кг. На чемпіонаті Європи того року в турецькій Бурсі йому вдалося піднятися вище четвертого місця. Він у важкій боротьбі за третє місце переміг угорця Йожефа Баллу.
У наступному 1978 році він знову посів четверте місце на чемпіонаті Європи в Софії, а на чемпіонаті світу в Мехіко став шостим. Після цього Петр Дрозда завершив спортивну кар'єру

## Спортивні результати на міжнародних змаганнях

### Виступи на Олімпіадах
| Змагання                    | Збірна         | Вагова категорія           | Місце |
| --------------------------- | -------------- | -------------------------- | ----- |
| Літні Олімпійські ігри 1976 | Чехословаччина | вільна боротьба, до 100 кг | 4     |

### Виступи на Чемпіонатах світу
| Змагання                        | Збірна         | Вагова категорія              | Місце |
| ------------------------------- | -------------- | ----------------------------- | ----- |
| Чемпіонат світу з боротьби 1974 | Чехословаччина | вільна боротьба, до 100 кг    | 4     |
| Чемпіонат світу з боротьби 1978 | Чехословаччина | вільна боротьба, понад 100 кг | 6     |

### Виступи на Чемпіонатах Європи
| Змагання                         | Збірна         | Вагова категорія              | Місце  |
| -------------------------------- | -------------- | ----------------------------- | ------ |
| Чемпіонат Європи з боротьби 1973 | Чехословаччина | вільна боротьба, до 100 кг    | 5      |
| Чемпіонат Європи з боротьби 1975 | Чехословаччина | вільна боротьба, до 100 кг    | 5      |
| Чемпіонат Європи з боротьби 1976 | Чехословаччина | вільна боротьба, до 100 кг    | 4      |
| Чемпіонат Європи з боротьби 1977 | Чехословаччина | вільна боротьба, понад 100 кг | Бронза |
| Чемпіонат Європи з боротьби 1978 | Чехословаччина | вільна боротьба, понад 100 кг | 4      |

### Виступи на інших змаганнях
| Змагання                           | Збірна         | Вагова категорія           | Місце  |
| ---------------------------------- | -------------- | -------------------------- | ------ |
| Гран-прі Німеччини з боротьби 1974 | Чехословаччина | вільна боротьба, до 100 кг | Бронза |

## Життя поза спортом
На початку 1970-х років Петра Дрозду привчив до каскадерської діяльності його друг, каскадер Карел Енгель. Дрозда став затребуваним каскадером, загалом він має на своєму рахунку понад 600 фільмів. Також у 1980-х роках йому довелося попрацювати охоронцем на празькій дискотеці «Альфа». Згодом почав займатися переважно координацією каскадерської групи «Filmka Stunts Team», де виконує замовлення режисерів і іноді знімається в кіно.